# Eenie Meenie
«Eenie Meenie» es una canción interpretada por el cantante jamaiquino Sean Kingston y el cantante canadiense Justin Bieber. Fue lanzada en el octavo lugar en su álbum My World 2.0 y escrita por Justin Bieber, Carlos Battey, Steven Battey y Kisean Anderson.

## Lista de canciones
- Descarga digital (sencillo)[2]

1. "Eenie Meenie" - 3:21

- CD sencillo[3]

1. "Eenie Meenie" - 3:21
2. "Eenie Meenie" (Video) - 3:30

## Posicionamiento en listas
| Listas (2010)                               | Mejor posición |
| ------------------------------------------- | -------------- |
| Alemania (Offizielle Deutsche Charts)       | 60             |
| Australia (ARIA)                            | 11             |
| Australia (ARIA Urban Singles)              | 4              |
| Austria (Ö3 Austria Top 40)                 | 64             |
| Bélgica (Flandes) (Ultratop 50)             | 47             |
| Bélgica (Valonia) (Ultratip Bubbling Under) | 4              |
| Canadá (Canadian Hot 100)                   | 14             |
| Eslovaquia (IFPI)                           | 79             |
| Estados Unidos (Billboard Hot 100)          | 15             |
| Estados Unidos (Mainstream Top 40)          | 19             |
| European Hot 100                            | 36             |
| Irlanda (IRMA)                              | 12             |
| Nueva Zelanda (Recorded Music NZ)           | 5              |
| Países Bajos (Mega Single Top 100)          | 95             |
| Reino Unido (UK Singles Chart)              | 9              |
| República Checa (IFPI)                      | 52             |
| Rumania (Romanian Top 100)                  | 69             |
| Suecia (Sverigetopplistan)                  | 52             |
| Suiza (Schweizer Hitparade)                 | 74             |